# 公式
数学において公式（こうしき、英語: formula）とは、数式で表される定理のことである。
比喩や俗称としての「公式」は「その他」の項にまとめている。

## 例

### 数学
- 展開・因数分解公式:
{\displaystyle (a+b)^{2}=a^{2}+2ab+b^{2}}
{\displaystyle (a+b)(a-b)=a^{2}-b^{2}}
{\displaystyle a^{n}-1=(a-1)(a^{n-1}+a^{n-2}+\cdots +a+1)}
{\displaystyle (a+b)^{n}=\sum _{k=0}^{n}{n \choose k}a^{n-k}b^{k}(=\sum _{k=0}^{n}{}_{n}{\text{C}}_{k}a^{n-k}b^{k})}
- 二次方程式 {\displaystyle ax^{2}+bx+c=0} の解の公式:
{\displaystyle x={\frac {-b\pm {\sqrt {b^{2}-4ac}}}{2a}}.}
- ピタゴラスの定理:
{\displaystyle c^{2}=a^{2}+b^{2}}
{\displaystyle a,b,c} は直角三角形の三辺の長さ。ただし {\displaystyle c} を斜辺とする。
この定理から三角関数における次の等式も導かれる。
{\displaystyle \cos ^{2}\theta +\sin ^{2}\theta =1}
- ヘロンの公式
{\displaystyle S={\sqrt {s(s-a)(s-b)(s-c)}}}
{\displaystyle a,b,c} は三角形の三辺の長さ。この三角形の面積を {\displaystyle S} とする。
ここで、{\displaystyle s} は半周長で、次式で定義される。
{\displaystyle s={\frac {a+b+c}{2}}}
- 複素解析におけるオイラーの公式: {\displaystyle e^{i\theta }=\cos \theta +i\sin \theta }
- スターリングの近似
{\displaystyle n!\sim {\sqrt {2\pi n}}\left({n \over e}\right)^{n}.}
ただし、{\displaystyle n} は自然数で、{\displaystyle n!} は {\displaystyle n} の階乗を表す。
- 三角関数の加法定理（加法公式）
{\displaystyle \sin(\alpha +\beta )=\sin \alpha \cos \beta +\cos \alpha \sin \beta }
{\displaystyle \sin(\alpha -\beta )=\sin \alpha \cos \beta -\cos \alpha \sin \beta }
{\displaystyle \cos(\alpha +\beta )=\cos \alpha \cos \beta -\sin \alpha \sin \beta }
{\displaystyle \cos(\alpha -\beta )=\cos \alpha \cos \beta +\sin \alpha \sin \beta }
{\displaystyle \tan(\alpha +\beta )={\frac {\tan \alpha +\tan \beta }{1-\tan \alpha \tan \beta }}}
{\displaystyle \tan(\alpha -\beta )={\frac {\tan \alpha -\tan \beta }{1+\tan \alpha \tan \beta }}}
- 余弦定理
△ABC で a = BC, b = CA, c = AB, α = ∠CAB, β = ∠ABC, γ = ∠BCA とするとき、
a2 = b2 + c2 − 2bc cos α
b2 = c2 + a2 − 2ca cos β
c2 = a2 + b2 − 2ab cos γ
- ベクトル解析におけるストークスの定理
{\displaystyle \iint _{S}\mathrm {rot} \,{\boldsymbol {A}}\cdot {\boldsymbol {n}}dS=\oint _{\partial S}{\boldsymbol {A}}\cdot d{\boldsymbol {s}}}

### 物理学
物理法則を表した基礎方程式が広く知られる。
- ニュートンの運動方程式
{\displaystyle m{\frac {d^{2}{\boldsymbol {r}}}{dt^{2}}}={\boldsymbol {F}}}
- マクスウェルの方程式
ガウスの法則 {\displaystyle \mathrm {div} \,{\boldsymbol {D}}=\rho }
ガウスの法則 {\displaystyle \mathrm {div} \,{\boldsymbol {B}}=0}
ファラデーの電磁誘導の法則 {\displaystyle \mathrm {rot} \,{\boldsymbol {E}}=-{\frac {\partial {\boldsymbol {B}}}{\partial t}}}
アンペールの法則 {\displaystyle \mathrm {rot} \,{\boldsymbol {H}}=j+{\frac {\partial {\boldsymbol {D}}}{\partial t}}}

## 道具としての公式
公式は定理であるから、一度その式が成り立つことを（場合によっては変数に制限を加えて）証明すれば、次に同じ問題に遭遇したときには式に現れる変数に、その状況に応じた値を代入するだけで答えが求まるため、計算や考察の手間を省くことができる。
しかし、公式を適用できる場面でなければ公式は使用できず、公式が適用可能かどうかはその公式の証明の内容が握っている。

### 暗記学習
初等教育においては、公式を知っていれば直ちに解答を得るような問題に、基礎演習として触れる機会が少なくない。
そのため、「数学とは公式の暗記である」と捉えてしまうものが少なからず存在する。しかし、このような捉え方をしてしまうと、丸暗記のみに専念することで、柔軟な発想ができなくなる、公式を知らないから解けないと投げ出してしまう、などのデメリットがあるとされる。

### 公式集
有用な公式を多数集めた公式集と呼ばれる本が市販されている。そのような本に載っている公式の数は膨大であり、かつそれぞれの形も複雑である。

### その他
数学の公式は、その物事を理解していなくても、変数に数値を入れて計算すれば必要な数値が得られる解決策であるため、比喩的に「問題を簡単に解決することができる魔法のようなもの」というような意味で用いられることがある。同様な意味で「方程式」という言葉が用いられることも多い（ただし、方程式は単に未知数を含む等式という意味であり、すべてが解決しているわけではない。）。

## 数学公式集の例
- 矢野健太郎監修、春日正文編 『モノグラフ 公式集』 科学振興新社 1968年初版、1998年第5訂版 ISBN 9784894281639
- 小林幹雄他編 『共立全書138 数学公式集』 共立出版、1970年
- 森口繁一, 宇田川銈久, 一松信：「岩波 数学公式」（新装版）、岩波書店、1987年
  - I　「微分積分・平面曲線」、ISBN 9784000055079
  - II　「級数・フーリエ解析」、ISBN 9784000055086
  - III　「特殊函数」、ISBN 9784000055093
- 大槻義彦訳：「数学大公式集」、丸善 (1983年12月1日) ※ ソ連の "積分、級数、乗積の公式集" （原著1971年発行）の日本語訳。原著や英語への翻訳版、英語版の改訂版の状況などについてはen:Gradshteyn and Ryzhikを参照されたい。
- 大槻義彦監修、室谷義昭訳：「新数学公式集Ⅰ：初等関数」、丸善、ISBN 4-621-03623-8 (1991年9月30日). ※ソ連の公式集が元
- 大槻義彦監修、室谷義昭訳：「新数学公式集Ⅱ：特殊関数」、丸善、ISBN 4-621-03682-3 (1992年3月10日). ※ソ連の公式集が元
- Abramowitz, Milton; Stegun, Irene A., eds (1972). Handbook of Mathematical Functions with Formulas, Graphs, and Mathematical Tables. New York: Dover Publications. ISBN 978-0-486-61272-0
- “Digital Library of Mathematical Functions (DLMF)”.  アメリカ国立標準技術研究所. 2024年11月19日閲覧。
- Bateman Manuscript Project: Higher Transcendental Functions, 3 volumes., McGraw Hill 1953/1955, Krieger 1981.
  - Bateman, Harry and Bateman Manuscript Project: Higher Transcendental Functions, Volumes I-III (1953), Caltech Authors.
- Bateman Manuscript Project: Tables of Integral Transforms, 2 volumes.,   McGraw Hill 1954.
  - Bateman, Harry and Bateman Manuscript Project: Tables of Integral Transforms, Volumes I-II (1954), Caltech Authors.
- Encyclopedia of Special Functions: The Askey-Bateman Project, Cambridge University Press
  - Vol.I,   Univariate Orthogonal Polynomials, (Ed. Mourad E.H.Ismail), ISBN 9780511979156 (2020).
  - Vol.II,  Multivariable Special Functions, (Eds. Tom H. Koornwinder, Jasper V. Stokman),ISBN 9780511777165 (2020).
  - Vol.III, Hypergeometric and Basic Hypergeometric Functions, (Ed. Mourad E.H.Ismail) , to be printed.
- Yury A. Brychkov: Handbook of Special Functions : Derivatives, Integrals, Series and Other Formulas, CRC Press, ISBN 978-1-58488-956-4 (2008).